# Jacek Dewódzki

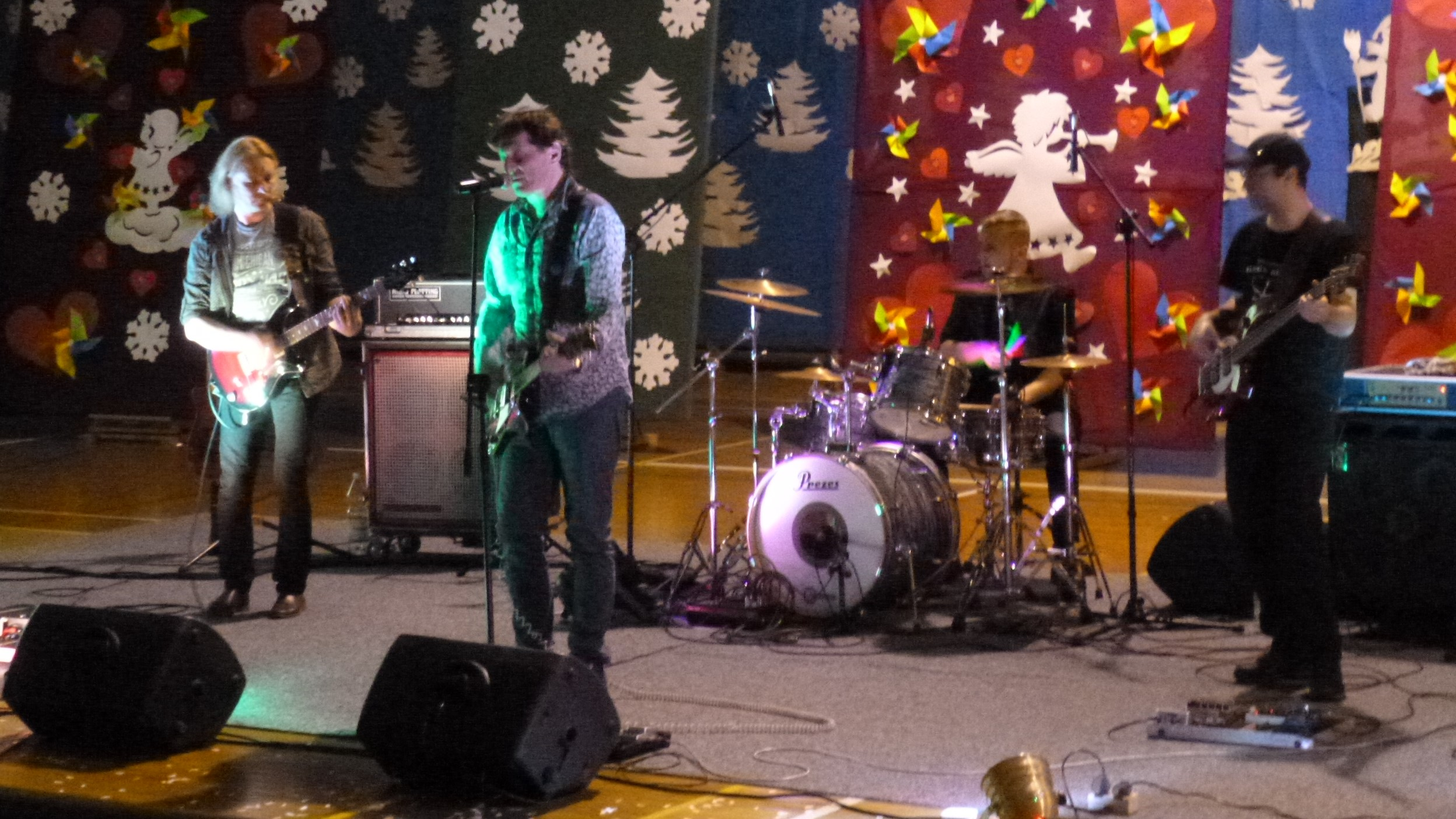
Jacek Dewódzki Kontraband (WOŚP, 2017)

Jacek Kazimierz Dewódzki (ur. 4 marca 1964 w Lubaniu) – polski muzyk, gitarzysta, wokalista, kompozytor, autor tekstów dla zespołów Dżem, Big Cyc, Patchwork, Revolucja.

## Życiorys
Ukończył XII Liceum Ogólnokształcące im. Cypriana Kamila Norwida w Krakowie.
Współpracował z zespołami: Gang Olsena, Martyna Jakubowicz, Siódma Trąba, Wawele, Kaja Karaplios, Brathanki, Yeednoo. Od lat 80. współpracuje z zespołem 6 Bdsz Czasza, tworząc jego najlepsze przeboje wyróżniane na licznych festiwalach piosenki wojskowej. W swoim dorobku ma kilkanaście płyt solowych z różnymi zespołami, m.in. Dżem w operze, Pamięci Pawła Bergera, 30 urodziny, Koncert dla Jacka Kaczmarskiego, Kocham piwo zespołu Big Cyc. Dewódzki przez kilka lat był wokalistą grupy Dżem, współpracował z nią od nagrania albumu Kilka zdartych płyt, do płyty Być albo mieć, która ukazała się w maju 2000 (w sumie 5 albumów). Wydał solowe płyty: Jacek Dewódzki & Przyjaciele, Rewolucja, Revolucja II oraz Bida z nędzą. Wystąpił gościnnie na płycie Lidii Jazgar i zespołu Galicja z 2001 roku w piosence "Motyle". 20 stycznia 2001 Dżem zrezygnował z dalszej współpracy z Jackiem Dewódzkim po koncercie w Lublinie (w tamtym roku wystąpił z Dżemem w dwóch koncertach), 15 lutego tego samego roku zastąpił go Maciej Balcar. W 2006 roku, razem z grupą Yeednoo, wziął udział w nagraniu albumu o tej samej nazwie, na którym wystąpił jako wokalista w utworze „Above life and death together” oraz jego polskojęzycznej wersji „Ponad życiem, ponad śmiercią”.
Organizował i prowadził studenckie warsztaty muzyczne PKS w Krakowie i Młode Wilki w Warszawie, festiwal Song of Songs. Brał także udział w wielu innych przedsięwzięciach muzycznych, takich jak: Dzień Kotana, Przystanek Woodstock, WOŚP, Inwazja Mocy, Pomarańczowa Rewolucja, Festiwale: Tyski, w Węgorzewie, Opolu, Sopocie, Rock Autostrada oraz nagrał soundtrack do filmu Jacka Bromskiego To ja, złodziej. 
Aktualnie jest liderem krakowskiej formacji Revolucja, występuje też w składzie grupy Jacek & Placek. W roku szkolnym 2011/2012 był on nauczycielem przysposobienia obronnego (obecnie edukacja dla bezpieczeństwa) w Zespole Szkół w Niepołomicach im. Jana Pawła II. W 2009 na krótko został także wokalistą zespołu Harlem zastępując za mikrofonem Ryśka "Rudego" Wolbacha. W Harlemie grał też na gitarze akustycznej. Po odejściu z zespołu jego miejsce zajął Jakub "Qbek" Weigel. 
W 2011 wystąpił w krótkometrażowym filmie w reżyserii Wiktora Kiełczykowskiego pt. Wataha, w którym gra jedną z głównych ról. Film miał swoją premierę w październiku 2011. 
Prowadzi swoją audycję w „RadioWWW” w każdy wtorek od 20:00 pt. Nocne kino z mandoliną.
Od 2018 jest jednym z jurorów talent-show telewizji Polsat Śpiewajmy razem. All Together Now.
W 2019 wystąpił gościnnie w jednej z piosenek wykonawców muzyki góralskiej z Podhala.